# Olivier de La Bourdonnaye
 (juin 2014).
Si vous disposez d'ouvrages ou d'articles de référence ou si vous connaissez des sites web de qualité traitant du thème abordé ici, merci de compléter l'article en donnant les références utiles à sa vérifiabilité et en les liant à la section « Notes et références ».
Pour les articles homonymes, voir famille de La Bourdonnaye.
Olivier de La Bourdonnaye, né au début du XIIIe siècle, était un seigneur breton qui participa en 1248 à la Septième croisade avec Saint Louis.
C'est pourquoi les armes de sa famille, de gueules à trois bourdons d'argent, sont présentes dans la salle des croisades du château de Versailles.
Selon les études généalogiques faites sur cette famille[réf. nécessaire], il serait le fils de Bertrand II de la Bourdonnaye et le frère de Bertrand III, l'auteur de la branche qui s'est ensuite illustrée dans l'histoire de la Bretagne puis de la France.